# Tanakia shimazui
Tanakia shimazui és una espècie de peix cipriniforme de la família dels ciprínids.